# Orliska
Orliska est une localité polonaise de la gmina de Gorzyce, située dans le powiat de Tarnobrzeg en voïvodie des Basses-Carpates.